# Puchar Czech w piłce siatkowej mężczyzn
Puchar Czech w piłce siatkowej mężczyzn – cykliczne krajowe rozgrywki sportowe, organizowane corocznie od 1992 r. przez Czeski Związek Piłki Siatkowej (Český volejbalový svaz) dla czeskich męskich klubów siatkarskich.

## Zdobywcy pucharu
| Sezon     | Miejsce finału       | Zdobywca pucharu              | Finalista                     |
| --------- | -------------------- | ----------------------------- | ----------------------------- |
| 1992      | Nový Bor             | Aero Odolena Voda             | VK Dukla Liberec              |
| 1993/1994 | Uście nad Łabą       | VK Spolchemie Ústí nad Labem  | Aero Odolena Voda             |
| 1994/1995 | Uście nad Łabą       | VK Dukla Liberec              | VK Ústí nad Labem             |
| 1995/1996 | Liberec              | Aero Odolena Voda             | VK Dukla Liberec              |
| 1996/1997 | Odolena Voda         | VK Ústí nad Labem             | Aero Odolena Voda             |
| 1997/1998 | Czeskie Budziejowice | VK Ústí nad Labem             | VK Jihostroj České Budějovice |
| 1998      | Chomutov             | VK Jihostroj České Budějovice | VK Dukla Liberec              |
| 1999      | Chomutov             | VK Jihostroj České Budějovice | Volejbal Brno                 |
| 2000      | Litomyšl             | VK Dukla Liberec              | VK Jihostroj České Budějovice |
| 2001/2002 | Svitavy              | VK Jihostroj České Budějovice | VK Danzas Ostrava             |
| 2002/2003 | Jablonec nad Nysą    | VK Jihostroj České Budějovice | VK Danzas Ostrava             |
| 2003/2004 | Opawa                | Volejbal Odolena Voda         | VSC Zlín                      |
| 2004/2005 | Svitavy              | VK Ferram Opava               | Volejbal Odolena Voda         |
| 2005/2006 | Zlin                 | VK DHL Ostrava                | VK Dukla Liberec              |
| 2006/2007 | Uście nad Łabą       | VK Dukla Liberec              | VSC Zlín                      |
| 2007/2008 | Prościejów           | VK Dukla Liberec              | Kladno volleyball.cz          |
| 2008/2009 | Cieplice             | VK Dukla Liberec              | Kladno volleyball.cz          |
| 2009/2010 | Liberec              | VK DHL Ostrava                | VK Dukla Liberec              |
| 2010/2011 | Liberec              | VK Jihostroj České Budějovice | VK DHL Ostrava                |
| 2011/2012 | Mladá Boleslav       | VK DHL Ostrava                | VK Jihostroj České Budějovice |
| 2012/2013 | Mladá Boleslav       | VK Dukla Liberec              | VO Příbram                    |
| 2013/2014 | Czeskie Budziejowice | VK Dukla Liberec              | VO Příbram                    |
| 2014/2015 | Pilzno               | VK Ostrava                    | VK Dukla Liberec              |
| 2015/2016 | Liberec              | VK Dukla Liberec              | Volejbal Brno                 |
| 2016/2017 | Brno                 | Kladno volleyball.cz          | VK ČEZ Karlovarsko            |
| 2017/2018 | Svitavy              | VK Dukla Liberec              | VK ČEZ Karlovarsko            |
| 2018/2019 | Kutná Hora           | VK Jihostroj České Budějovice | Kladno volejbal.cz            |
| 2019/2020 | Kutná Hora           | VK Jihostroj České Budějovice | Kladno volejbal.cz            |
| 2020/2021 | Karlowe Wary         | VK Dukla Liberec              | VK ČEZ Karlovarsko            |
| 2021/2022 | Cieplice             | VK Jihostroj České Budějovice | VK ČEZ Karlovarsko            |
| 2022/2023 | Kutná Hora           | VK Dukla Liberec              | VK ČEZ Karlovarsko            |
| 2023/2024 | Tabor                | Black Volley Beskydy          | Aero Odolena Voda             |
| 2024/2025 | Czeskie Budziejowice | VK Lvi Praha                  | VK ČEZ Karlovarsko            |

## Bilans
| Lp. | Klub                          | 1. miejsce | 2. miejsce |
| --- | ----------------------------- | ---------- | ---------- |
| 1.  | VK Dukla Liberec              | 11         | 6          |
| 2.  | VK Jihostroj České Budějovice | 8          | 3          |
| 3.  | VK Ostrava                    | 4          | 3          |
| 4.  | Aero Odolena Voda             | 3          | 4          |
| 5.  | VK Ústí nad Labem             | 3          | 1          |
| 6.  | Kladno volleyball.cz          | 1          | 4          |
| 7.  | VK Lvi Praha                  | 1          | 0          |
| 7.  | VK Opava                      | 1          | 0          |
| 7.  | Black Volley Beskydy          | 1          | 0          |
| 8.  | VK Karlovarsko                | 0          | 6          |
| 9.  | Volejbal Brno                 | 0          | 2          |
| 9.  | VO Příbram                    | 0          | 2          |
| 9.  | VSC Zlín                      | 0          | 2          |